# 雅普拉机场
雅普拉机场是位于印度尼西亚廖内省英德拉吉里胡卢县首府冷岳的一座国内机场。该机场为冷岳及周边地区提供服务，可起降BAe 146、ATR 72、ATR 42、福克50等中型飞机。目前机场仅运营两条航线：一条由飞翼航空运营至廖内省首府北干巴魯的航线，另一条由苏西航空运营至廖内群岛省巴淡岛的航线。

## 历史
雅普拉机场始建于1952年，由当时在廖内省运营的Stanvac石油公司投资建设。作为企业专用机场，初期仅服务于该公司员工通勤和物资运输。值得一提的是，机场选址原为石油开采区，至今仍保留着一口废弃油井作为历史见证。1954年，机场移交印尼政府管理，在交通部主导下转型为商业机场，逐步引入多家航空公司运营定期航班。
1983至2001年间，雅普拉机场迎来发展黄金期，开通了雅加达-冷岳-北干巴鲁和北干巴鲁-冷岳-巨港两条主要航线，成为连接苏门答腊东西海岸的重要枢纽。在此期间，机场还承担着特殊的社会功能：既是1985年爪哇岛移民计划的重要中转站，也是穆斯林朝觐者前往巴淡岛的集散中心。据统计，当时每周至少有3个定期朝觐航班。
2005-2006年，廖内航空公司运营了冷岳-巴东航线，进一步拓展了机场的航线网络。但此后经历了一段运营低谷期，商业航班一度中断。直至2017-2018年，随着飞翼航空和苏西航空恢复ATR72机型航班，机场重新焕发生机。除运输功能外，雅普拉机场还是印尼航空学院（STPI）的重要实训基地，配备5架派珀PA-28切罗基教练机，与努沙飞行学校合作开展飞行员培训工作。

## 设施
机场航站楼面积约720平方米，设有出发和到达区、值机柜台、行李提取处和洗手间，每日可容纳80人。
机场跑道长1400米、宽30米，2021年从1300米延长而来。停机坪面积140米×62.5米，设有10个小型飞机停机位，滑行道长150米、宽23米。目前机场还配备了完整的夜间航班保障设施。

## 航点与航空公司
| 航空公司 | 目的地   |
| -------- | -------- |
| 苏西航空 | 巴淡岛   |
| 飞翼航空 | 北干巴鲁 |

## 统计数据
| 排名 | 目的地   | 周频次 | 航空公司 |
| ---- | -------- | ------ | -------- |
| 1    | 巴淡岛   | 2      | 苏西航空 |
| 2    | 北干巴鲁 | 2      | 翼航     |

## 图集

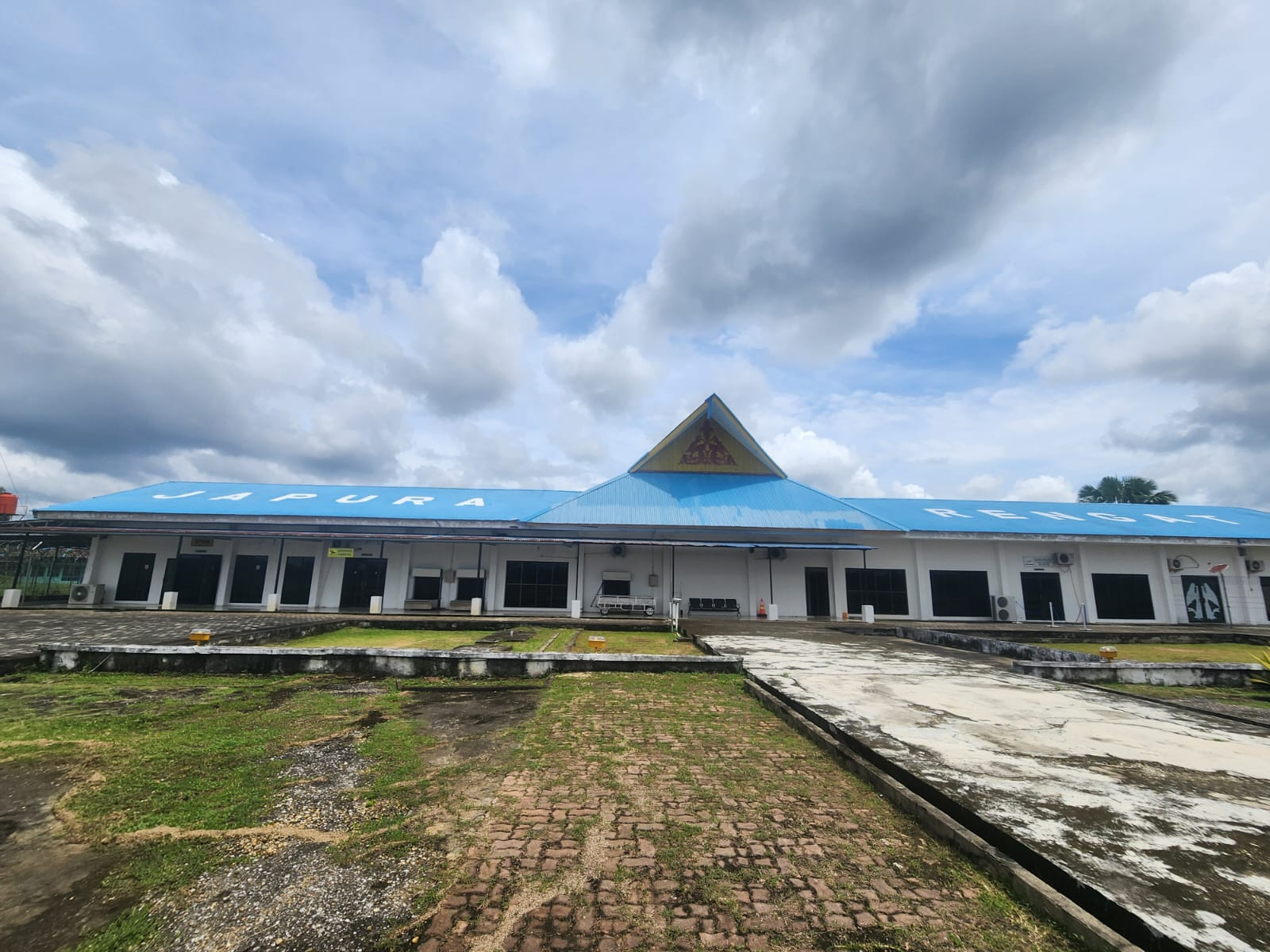
航站楼外观
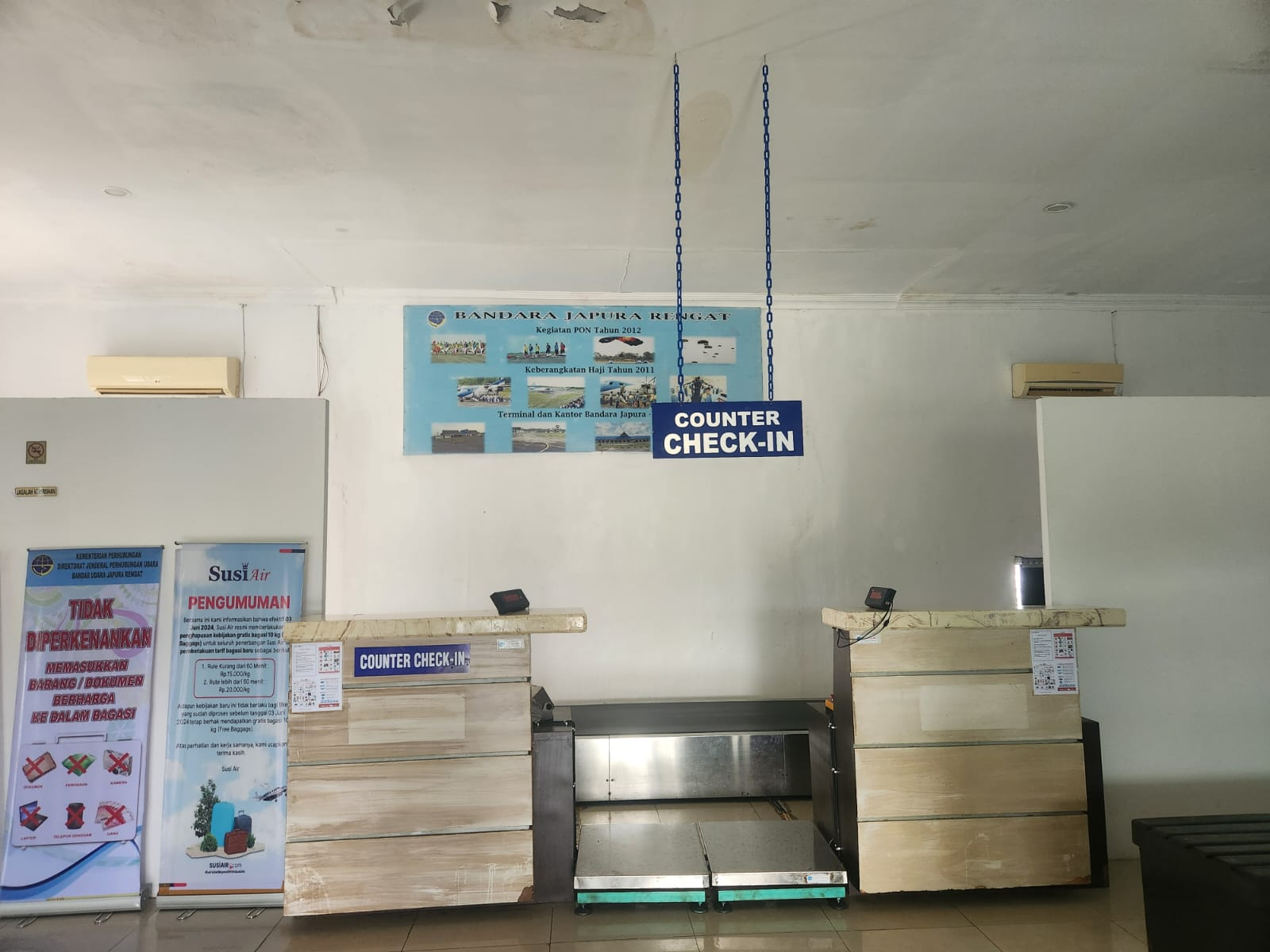
值机区
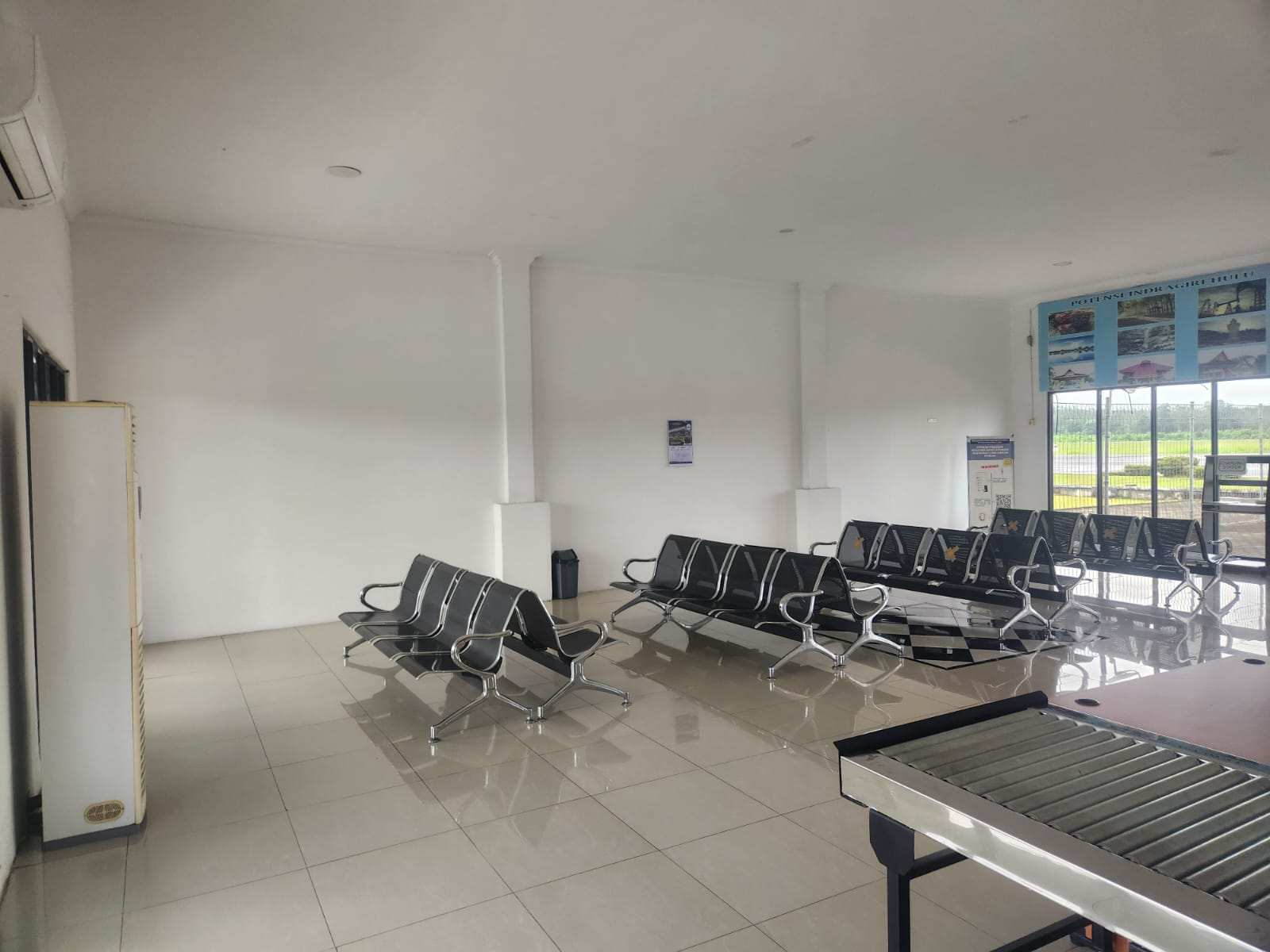
登机口
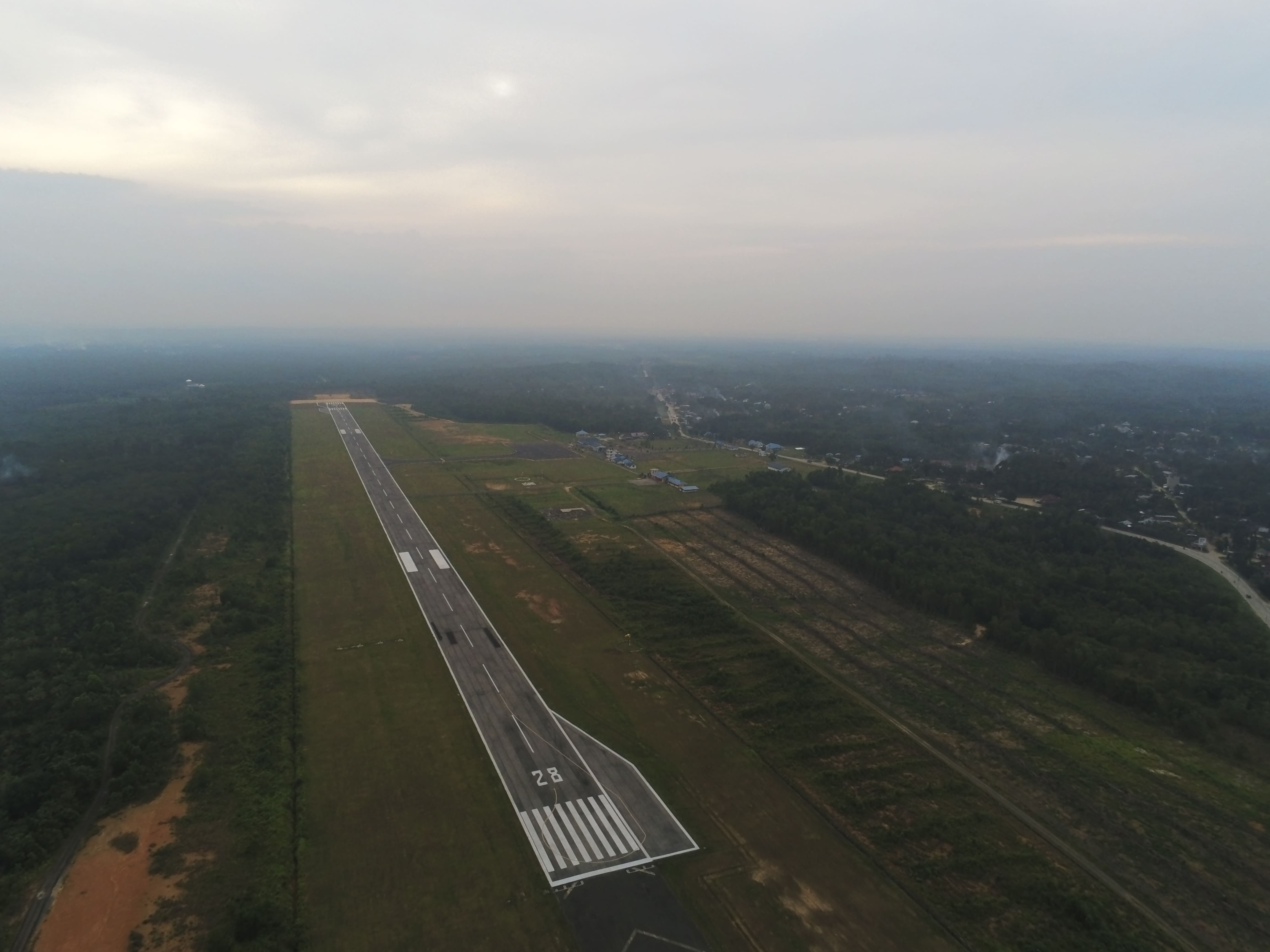
跑道
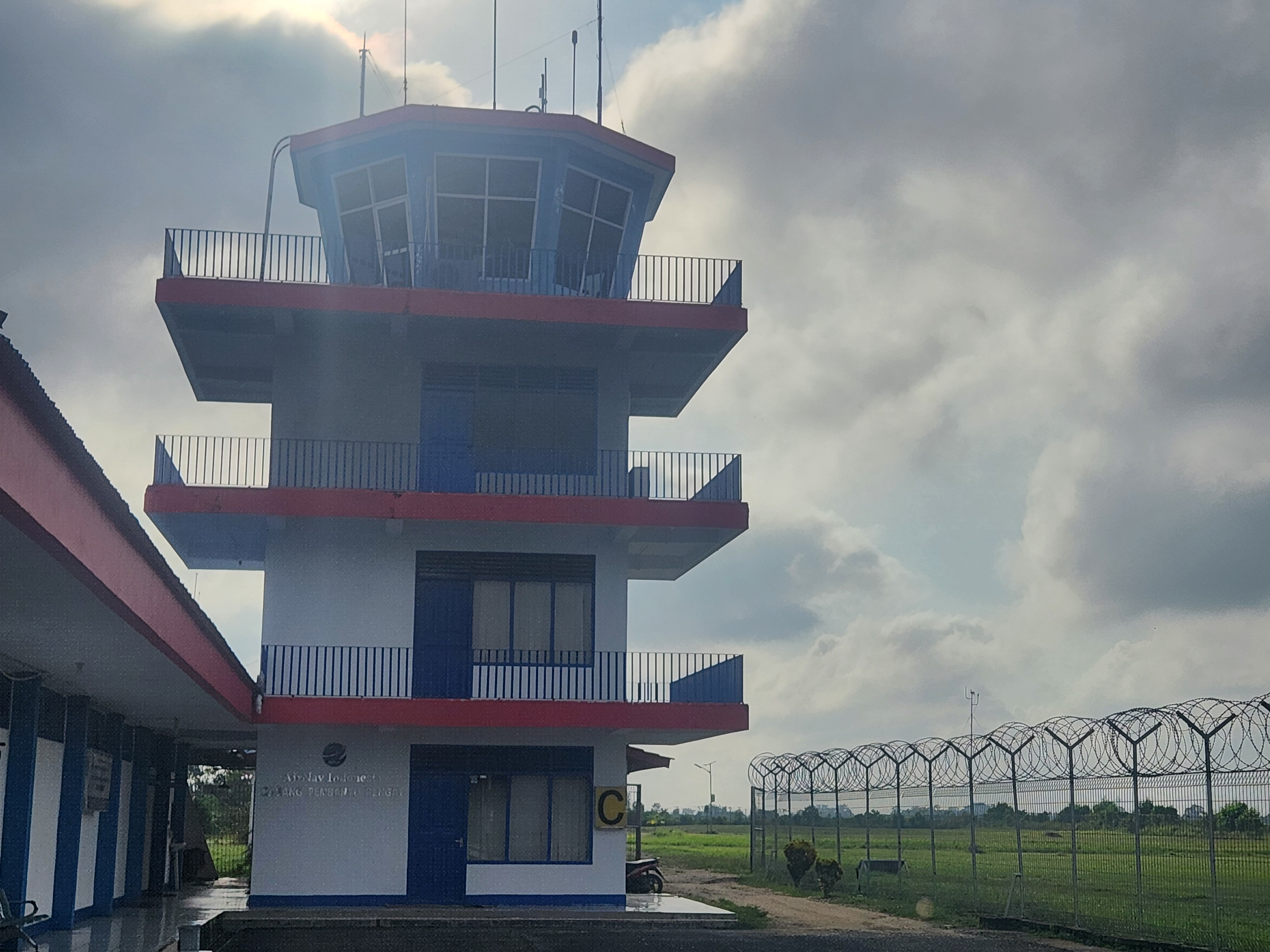
空管塔台